# Апелляция (роман)
«Апелляция» — роман 2008 года Джона Гришэма, его двадцать первая книга и его первый художественный юридический триллер после «Брокера» (2005 год). Роман был опубликован издательством Doubleday и вышел в твердой обложке в США 29 января 2008 года. Издание в мягкой обложке было выпущено издательством Delta Publishing 18 ноября 2008. Роман занял первое место в списке бестселлеров по версии Publishers Weekly за 2008 год.

## Описание сюжета
Адвокатская фирма супругов Пейтон выигрывает дело по иску вдовы Бейкер против компании «Крейтон кемикл», которая сбрасывала отходы в окрестностях городка Баумор. Канцерогены, проникшие в грунтовые воды, отравили питьевую воду в городе, что привело к небывалой вспышке раковых заболеваний. Владеющий контрольным пакетом акций компании миллиардер Карл Трюдо не собирается сдаваться и платить по искам. Его юристы подают апелляцию. По совету сенатора Гротта магнат обращается в элитную лоббистскую фирму, специализирующуюся на выборах судей. После тщательного изучения статистики голосований и пристрастий судей апелляционного суда штата Миссисипи владелец фирмы Барри Райнхарт предрекает отклонение апелляции Трюдо при голосовании судей 5 к 4. За 8 млн. долларов Райнхарт предлагает ввести в состав суда своего кандидата вместо судьи Шейлы Маккарти. Трюдо соглашается.
Фирма Барри Райнхарта берётся за дело. Они находят подходящую кандидатуру - Рональда Фиска, юриста с безупречной репутацией, отличного семьянина, религиозного деятеля, олицетворяющего собой консервативные ценности, и предлагают ему выдвинуть свою кандидатуру на выборах в апелляционный суд штата Миссисипи. Также они выдвигают другого кандидата - Крета Коли, который начинает устраивать митинги и пикеты, беззастенчиво поливая грязью судью Маккарти. С помощью нескольких блестящих ходов лоббисты очерняют Маккарти, выдавая её за отъявленную либералку. Она и её союзники из ассоциации независимых юристов ничего не могут противопоставить высокобюджетной, тщательно продуманной кампании Фиска, который в итоге побеждает на выборах.
Став судьёй, Фиск выносит несколько решений в пользу крупных кампаний по искам  пострадавших от них потребителей. Однако на бейсбольной тренировке его сын Джош получает травму головы - мячом, отскочившим от биты, сделанной с нарушением технологии. Компания-производитель в своё время отказалась отозвать дефектные биты. Врачебная ошибка привела к отёку мозга, и Джош становится инвалидом. Несмотря на моральные колебания Фиск выносит решение в пользу компании «Крейтон кемикл». Торжествующий Карл Трюдо, под шумок скупивший акции компании, отправляется в увеселительную поездку на собственной новой яхте.

## Мотив романа
События сюжета романа очень похожи на перипетии десятилетней судебной битвы между конкурентами по угольной добыче в Западной Вирджинии. Когда Дон Бланкеншип, председатель и главный исполнительный директор A.T. Massey Coal, потерял 50 млн долларов согласно вердикту по иску о мошенничестве со стороны Хью Капертона и Harman Mining ввиду отмены долгосрочного угольного контракта, он вложил 3 млн долларов в выборную кампанию юриста из Чарльстона Брента Бенджамина, чтобы сместить находящегося на посту судью Уоррена МакГроу. Бенджамин победил на выборах. Тремя годами спустя, когда апелляционная жалоба со стороны компании Massey дошла до верховного апелляционного суда штата Западная Вирджиния, юристы Капертона попросили его о самоотводе, поскольку Бланкеншип оказал ему финансовую поддержку. Бенджамин отказался, и его голос стал решающим при отмене вердикта, вынесенного в пользу Карпетона. Среди остальных лиц, участвовавших в деле и схожих с персонажами романа «Апелляция», оказался бывший судья верховного апелляционного суда Западной Вирджинии Лари Старчер, раскритиковавший Бенджамина за то, что тот не дисквалифицировал сам себя. Он написал: «Я полагаю, что Джон Гришэм сделал правильно, когда сказал, что он просто был вынужден прочитать „Charleston Gazette“, чтобы почерпнуть идею для следующего романа».
В июне 2009 года Верховный суд США постановил, что судье Бенджамину следовало взять самоотвод в деле «Капертон против Мейси», и вернул дело назад в верховный суд штата Западная Вирджиния. Написав по поводу решения большинства 5 к 4, судья Энтони Кеннеди называл появление конфликта интересов таких «крайних», что отказ о пересмотре дела представляет угрозу для конституционного права истца на справедливое судебное разбирательство в соответствии с Четырнадцатой поправкой. Судья Джон Дж. Робертс-младший высказал особое мнение, в котором предупредил, что решение большинства Верховного суда США будет иметь тяжелые последствия для «общественного доверия к судебной беспристрастности».
Только меньшинство штатов прямо выбирает судей, эта спорная система не применяется за пределами США. Согласно мнению высказанному в статье газеты «The New York Times» роман «Апелляция» рассматривается как нападка на систему выбора судей, так как судьи участвуют в конфликте интересов, когда выносят решения по делам где участвуют основные вкладчики в их избирательные кампании.
Гришэм заявил что источником вдохновения к написанию романа послужило дело об уклонении от налогов и взяточничестве бывшего судьи верховного суда штата Миссисипи (где судьи избираются напрямую) Оливера Е. Диаса-младшего. Гришэм появляется в документальном фильме «Hott Coffee» с комментариями о Диасе.